# Polisportiva Licata 1993-1994
Questa pagina raccoglie le informazioni riguardanti la Polisportiva Licata nelle competizioni ufficiali della stagione 1993-1994.

## Rosa
| N. |                   | Ruolo | Calciatore          |
| -- | ----------------- | ----- | ------------------- |
|    | Italia (bandiera) | C     | Giuseppe Balsamo    |
|    | Italia (bandiera) | C     | Antonio Bavetta     |
|    | Italia (bandiera) | P     | Salvatore Brugnano  |
|    | Italia (bandiera) | A     | Antonio Capasso     |
|    | Italia (bandiera) | A     | Domenico Carlomagno |
|    | Italia (bandiera) | A     | Riccardo Chico      |
|    | Italia (bandiera) | C     | Angelo Consagra     |
|    | Italia (bandiera) | C     | Vincenzo De Sio     |
|    | Italia (bandiera) | C     | Daniele Deoma       |
|    | Italia (bandiera) | A     | Aldo Di Corcia      |
|    | Italia (bandiera) | D     | Massimo Drago       |
|    | Italia (bandiera) | C     | Gioacchino Ficarra  |
|    | Italia (bandiera) | A     | Francesco Filippone |
|    | Italia (bandiera) | C     | Sebastiano Gaddi    |
|    | Italia (bandiera) | C     | Marco Giampaolo (I) |
|    | Italia (bandiera) | P     | Mirko Guerrieri     |
|    | Italia (bandiera) | A     | Pasquale Gullo      |

| N. |                   | Ruolo | Calciatore          |
| -- | ----------------- | ----- | ------------------- |
|    | Italia (bandiera) | D     | Vincenzo Lambertini |
|    | Italia (bandiera) | D     | Carmelo La Spada    |
|    | Italia (bandiera) | A     | Pino Lo Brutto      |
|    | Italia (bandiera) | A     | Aniello Matrone     |
|    | Italia (bandiera) | D     | Luigi Milazzo       |
|    | Italia (bandiera) | D     | Giuseppe Misiti     |
|    | Italia (bandiera) | D     | Aurelio Pagano      |
|    | Italia (bandiera) | C     | Graziano Peri       |
|    | Italia (bandiera) | D     | Rosario Priola      |
|    | Italia (bandiera) | D     | Salvatore Raia      |
|    | Italia (bandiera) | C     | Giuseppe Romano     |
|    | Italia (bandiera) | D     | Matteo Siniscalco   |
|    | Italia (bandiera) | D     | Andrea Suriano      |
|    | Italia (bandiera) | C     | Antonino Titone     |
|    | Italia (bandiera) | D     | Antonio Vanacore    |
|    | Italia (bandiera) | D     | Roberto Zuppardo    |

## Risultati

### Campionato

#### Girone di andata
| 12 settembre 1993 1ª giornata | Licata | 1 – 1 | Sangiuseppese |  |

| 19 settembre 1993 2ª giornata | Catanzaro | 1 – 1 | Licata |  |

| 26 settembre 1993 3ª giornata | Licata | 0 – 0 | Savoia |  |

| 3 ottobre 1993 4ª giornata | Licata | 0 – 2 | Trani |  |

| 10 ottobre 1993 5ª giornata | Bisceglie | 0 – 0 | Licata |  |

| 17 ottobre 1993 6ª giornata | Licata | 0 – 1 | Cerveteri |  |

| 24 ottobre 1993 7ª giornata | Akragas | 1 – 0 | Licata |  |

| 7 novembre 1993 8ª giornata | Licata | 1 – 1 | Fasano |  |

| 14 novembre 1993 9ª giornata | Turris | 2 – 0 | Licata |  |

| 21 novembre 1993 10ª giornata | Licata | 2 – 1 | Astrea |  |

| 28 novembre 1993 11ª giornata | Trapani | 1 – 1 | Licata |  |

| 5 dicembre 1993 12ª giornata | Licata | 0 – 0 | Sora |  |

| 12 dicembre 1993 13ª giornata | Molfetta | 2 – 0 | Licata |  |

| 19 dicembre 1993 14ª giornata | Licata | 0 – 0 | Formia |  |

| 16 gennaio 1994 15ª giornata | Atletico Monopoli | 3 – 0 | Licata |  |

| 23 gennaio 1993 16ª giornata | Licata | 0 – 1 | Vigor Lamezia |  |

| 30 gennaio 1994 17ª giornata | Battipagliese | 0 – 0 | Licata |  |

#### Girone di ritorno
| 6 febbraio 1994 18ª giornata | Sangiuseppese | 2 – 0 | Licata |  |

| 13 febbraio 1994 19ª giornata | Licata | 1 – 0 | Catanzaro |  |

| 20 febbraio 1994 20ª giornata | Savoia | 0 – 0 | Licata |  |

| 6 marzo 1994 21ª giornata | Trani | 0 – 1 | Licata |  |

| 13 marzo 1994 22ª giornata | Licata | 0 – 0 | Bisceglie |  |

| 20 marzo 1994 23ª giornata | Cerveteri | 2 – 0 | Licata |  |

| 27 marzo 1994 24ª giornata | Licata | 0 – 0 | Akragas |  |

| 10 aprile 1994 25ª giornata | Fasano | 0 – 0 | Licata |  |

| 17 aprile 1994 26ª giornata | Licata | 2 – 1 | Turris |  |

| 24 aprile 1994 27ª giornata | Astrea | 1 – 1 | Licata |  |

| 1º maggio 1994 28ª giornata | Licata | 0 – 0 | Trapani |  |

| 15 maggio 1994 29ª giornata | Sora | 0 – 1 | Licata |  |

| 22 maggio 1994 30ª giornata | Licata | 2 – 2 | Molfetta |  |

| 29 maggio 1994 31ª giornata | Formia | 2 – 1 | Licata |  |

| 5 giugno 1994 32ª giornata | Licata | 3 – 2 | Atletico Monopoli |  |

| 12 giugno 1994 33ª giornata | Vigor Lamezia | 2 – 1 | Licata |  |

| 19 giugno 1994 34ª giornata | Licata | 1 – 3 | Battipagliese |  |